# 聖何塞德洛斯雷馬特斯
聖何塞德洛斯雷馬特斯（西班牙語：San José de Los Remates），是尼加拉瓜的城鎮，位於該國中部，由博阿科省負責管轄，始建於1848年3月8日，面積280平方公里，海拔高度636米，2005年人口7,650，人口密度每平方公里27.32人。
12°36′N 85°46′W / 12.600°N 85.767°W